# كلوديا لارس
كلوديا لارس (بالإسبانية: Claudia Lars) (20 ديسمبر 1899 في السلفادور - 22 يوليو 1974، سان سلفادور في السلفادور)؛ كاتِبة وشاعرة .